# 香川県立笠田高等学校
香川県立笠田高等学校 （かがわけんりつ かさだこうとうがっこう）は、香川県三豊市豊中町笠田竹田に所在する公立の高等学校。

## 沿革
- 1928年 - 香川県立三豊農業学校設立の件文部大臣より認可。
- 1948年 - 学制改革により香川県立三豊農業高等学校として設置の件認可。
- 1949年 - 香川県立笠田高等学校と改称。

## 設置課程
全日制
- 農業科
  - 農産科学科
    - 野菜コース
    - 果樹コース
    - 畜産コース

  - 植物科学科
    - 草花コース
    - 植物バイオコース
    - 環境クリエイトコース

  - 食品科学科(R4年度入学生から以下の2つ)
    - 農産加工
    - 発酵食品加工
- 家庭科（H25年度より生活デザイン科）
  - 家政科
    - フードデザインコース
    - ファッションデザインコース

## 最寄駅
- 四国旅客鉄道予讃線 比地大駅・本山駅

## 部活動

### 運動部
- 硬式野球部
- 陸上競技部
- バスケットボール部
- バレーボール部
- バドミントン部
- ソフトテニス部
- 弓道部
- 卓球部
- 自転車競技部

### 文化部
- 吹奏楽部
- 茶道部
- 書道部
- イラスト部
- 華道部
- 写真部
- 新聞部
- 放送部

### 同好会
- 情報処理
- 家庭部

## 学校行事
- 遠足
- 体育祭
- 学園祭 - 11月の第1週、もしくは2週の土曜日
- クラスマッチ
- 修学旅行

## 地域との関わり
- 中央農場で「笠高新鮮市」という収穫祭が開かれる。
- 地域と一体になっての生ゴミリサイクルプロジェクト。
- 小学校、老人ホームなどへの訪問（調理研修など）。
- 保育所、幼稚園、小学校への出前授業、交流活動。
- 地域の特産である三豊ナスを使った「三豊ナスジャム」を2013年に開発し[1]、ジャムそのものだけでなく、地元菓子店とコラボレーションしてナスジャムのレアチーズケーキも展開していたが、2021年現在は販売していない[2]。

## 環境活動
- 生徒会キャップ回収
- みとよヤングエコサミット